# أبي الخان قاستييف
أَبِي الخَانْ قَاسْتِيِيفْ أو أبيل خان كاستييف (بالقازاقية: Әбілхан Қастеев)‏ — رسام بالألوان المائية كازاخي، فنان شعبي لجمهورية الكازاخية السوفيتية الاشتراكية (بالقازاقية: ҚазССР)‏, أحد مؤسسي الفن الرسم الكازاخي.
ولد عام 1904 في قرية شيجين عند جاركينت (بالقازاقية: Жаркент)‏ في تالضي قورغان أوبليس (حاليا: أوبليس ألماطي).
من 1929 إلى 1931 درس في استوديو الفن لـنيكولاي خْلُودُوف الذي عاش في كازاخستان.
و بعد ذلك، من 1934 إلى 1937 درس في استوديو الفن لـناديجدا كروبسكايا في موسكو.
كان رئيسا لتحالف الرسامين الكازاخستاني (1954—1956).
و كان نائبا في المجلس السوفيات الأعلى لجمهورية الكازاخية السوفيتية الاشتراكية.
مات في نوفيمبر 2 سنة 1973 و دفن في ألماتي.